# 嘉e卡
嘉e卡是臺灣嘉義市境內發行的一種以智慧卡為載體，用於國中小的數位學生證，也是作為智慧校園服務的硬體。使用此卡片配合建至於學校的讀卡機，可以紀錄學生何時進出校園；結合校務系統行動App可以得到學生的一些資料像是出勤和傷病歷程資訊，也可以收到學校的公告。建制系統的硬體中讀卡機由松田建設有限公司提供，而校務系統APP由全誼資訊股份有限公司建制。目前使用的卡片設計者為「我在品牌設計公司」，而嘉義市政府教育處有為此卡建制線上系統 （页面存档备份，存于）提供停卡以及補發的作業。全誼資訊股份有限公司研發兩款手機端程式School+家長和School+教師在Android和IOS平台都有建制，方便家長和老師使用。